# Har Barqan
Har Barqan (hebreiska: הר ברקן) är ett berg i Israel.   Det ligger i distriktet Norra distriktet, i den nordöstra delen av landet. Toppen på Har Barqan är 486 meter över havet, eller 318 meter över den omgivande terrängen. Bredden vid basen är 7,9 km.
Terrängen runt Har Barqan är huvudsakligen kuperad, men österut är den platt. Runt Har Barqan är det ganska tätbefolkat, med 179 invånare per kvadratkilometer. Närmaste större samhälle är Bet She'an, 8,3 km öster om Har Barqan. Trakten runt Har Barqan består till största delen av jordbruksmark.